# Кондратевич Ігор Миколайович
І́гор Микола́йович Кондрате́вич — український військовослужбовець, старший лейтенант. Герой України (2025).

## Життєпис
Народився у місті Первомайськ Миколаївської області. У 2011 році закінчив первомайську загальноосвітню школу № 3.
З початком повномасштабного російського вторгнення в Україну неодноразово успішно виконував бойові завдання командування завдання, у тому числі під час визволення Херсона у 2022 році.
14 жовтня 2023 року бійці десантно-штурмової роти 35-ї окремої бригади морської піхоти під командуванням старшого лейтенанта Ігора Кондратевича успішно форсували річку Дніпро в районі села Кринки Херсонської області і з боями захопили плацдарм та перші будинки в цьому населеному пункті, чим сприяли подальшій висадці наступних штурмових груп.

## Нагороди
Указом Президента України від 2 січня 2025 року № 2 «за особисту мужність і героїзм, виявлені у захисті державного суверенітету та територіальної цілісності України, самовіддане служіння Українському народові» старшому лейтенантові Кондратевичу Ігорю Миколайовичу присвоєне звання Герой України з врученням ордена «Золота Зірка».